# Weiße Flotte (Schwerin)
Die Weisse Flotte Schwerin der Weisse Flotte Fahrgastschifffahrt Schwerin GmbH verkehrt auf den Seen der mecklenburg-vorpommerschen Landeshauptstadt Schwerin in der Passagierschifffahrt. Die Hauptanlegestelle befindet sich unmittelbar neben dem Schweriner Schloss am Schweriner Innensee.

## Geschichte

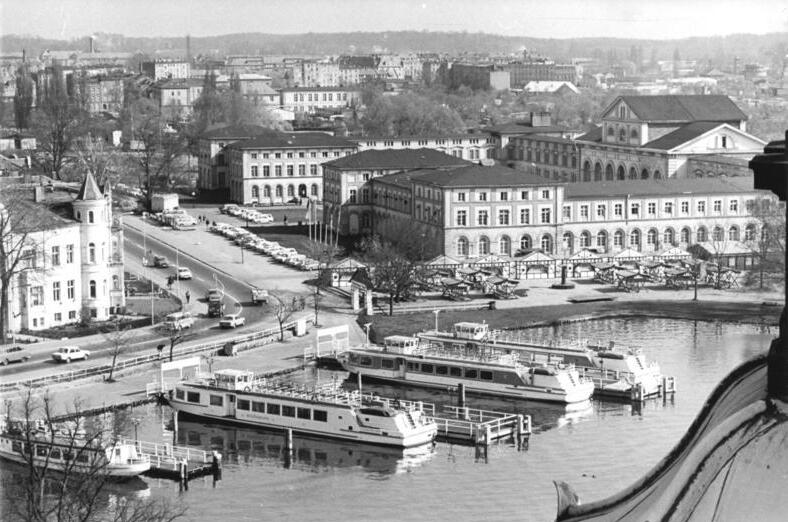
Anlegestege für die Binnenfahrgastschiffe der Schweriner Weißen Flotte im April 1982.

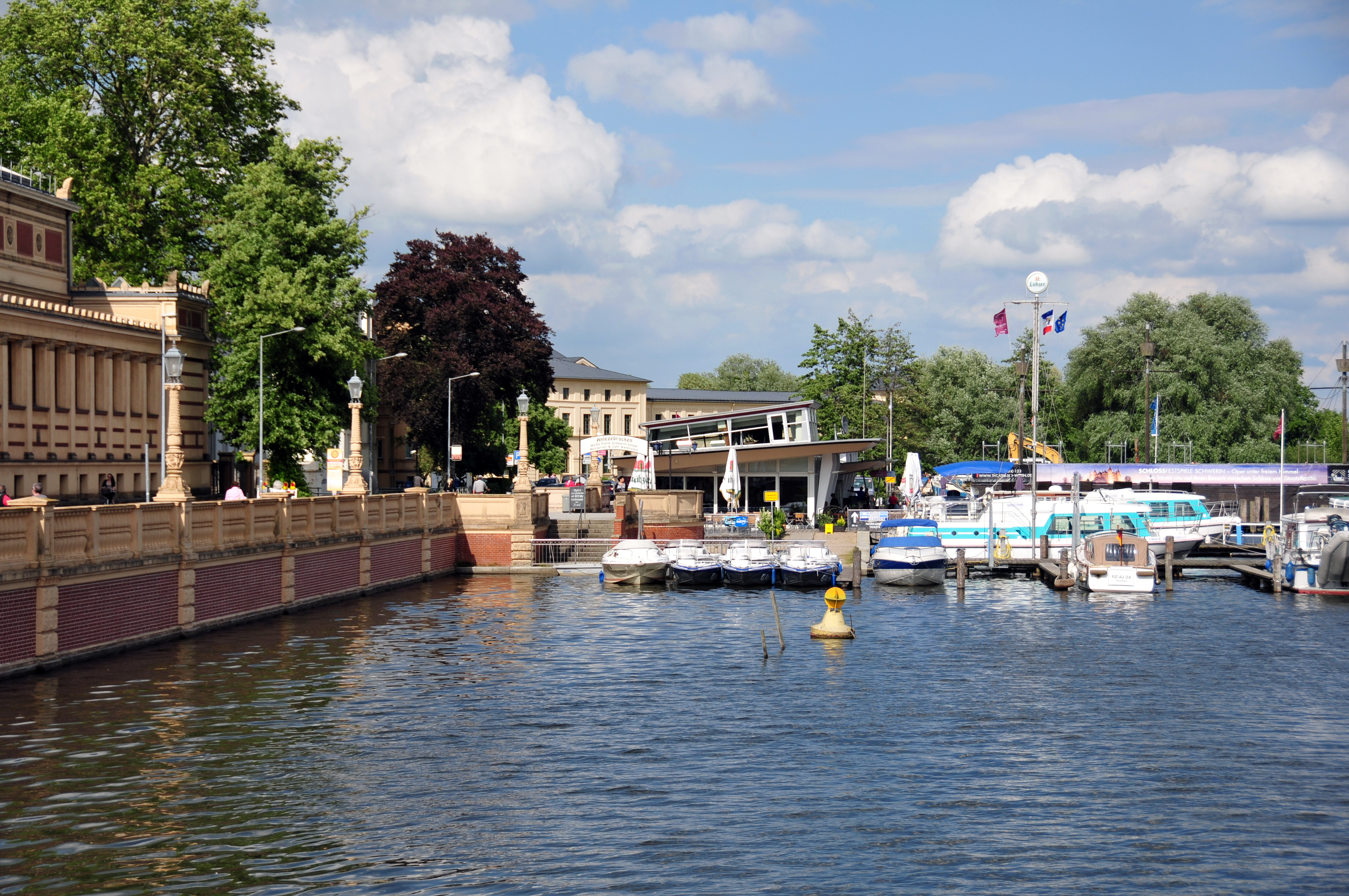
Anlegestelle der weißen Flotte von der Schloßbrücke gesehen, 2013

Am 14. August 1852 wurde mit vier Böllerschüssen und der ersten Probefahrt des Dampfers Alban die Fahrgastschifffahrt auf dem Schweriner See eingeleitet. Carl Christian Molchin richtete damals erste Fährverbindungen zur Insel Kaninchenwerder und nach Zippendorf ein. Trotz damals noch schlechter Anlegemöglichkeiten wurde die Verbindung gut angenommen, was Anreiz für weitere Aktivitäten gab.
Seit 1868 gab es Seerundfahrten mit gastronomischer Bewirtung an Bord. 1885 und 1894 wurden die in den Howaldtswerken Kiel erbauten Fahrgastschiffe Niclot und Obotrit zu Wasser gelassen, die jeweils bis zu 300 Personen befördern konnten und bis in die 1930er Jahre hinein zur Flotte gehörten. Ein 1883 gebauter Raddampfer mit dem Namen Großherzog Friedrich Franz und einer Kapazität von 280 Personen befuhr von 1906 bis 1911 die Schweriner Seen. Da der Besitzer Joseph Bahlke die Preise sehr tief ansetzte, wurde das Schiff im Volksmund auch Fiefpennigsdampfer (Fünf-Pfennig-Dampfer) genannt. 1910 kaufte der Unternehmer Carl Schröder alle Schiffe seiner Mitbewerber auf und beendete damit einen jahrelangen Konkurrenzkampf. 1920 wurde der Raddampfer Großherzog Friedrich Franz nach Dänemark verkauft.
1950 befürchtete Carl Schröder junior die Enteignung und benannte das Schiff Schwerin in Sowjetfreundschaft um. Trotzdem ging der Betrieb 1953 als VEB Weiße Flotte Schwerin in Volkseigentum über. Es wurden bis 1990 diverse Fährverbindungen bedient, Rund- und Tanzfahrten durchgeführt. Um 1985 zählte man jährlich 400.000 Fahrgäste. 1992 wurde die Weiße Flotte von der Treuhand an Privatinvestoren verkauft. Die Anlegestelle Schlossbucht wurde 1999/2000 komplett umgestaltet und ein Restaurant errichtet. 2005 wurde der traditionelle Fährverkehr von der Schlossbucht nach Zippendorf und Kaninchenwerder mit der Mecklenburg eingestellt und das Angebot in die neue 3-Seen-Linie integriert, die von der Boizenburg bis einschließlich 2012 befahren wurde. Zwischenanlegestellen werden seit 2013 ausschließlich durch Rundfahrten bedient.

## Schiffe
Die Weiße Flotte besteht derzeit aus drei Schiffen, die in Fahrt sind.
| Schiff            | Mecklenburg          | Lübz    | Schwerin              |
| ----------------- | -------------------- | ------- | --------------------- |
| Baujahr           | 1989                 | 1973    | 1979                  |
| Werft             | Oberwinter / Remagen | Mukrena | Elbe-Werft Boizenburg |
| Breite (m)        | 5,05                 | 5,1     | 5,1                   |
| Länge (m)         | 38,10                | 39,58   | 39,54                 |
| Plätze (innen)    | 150                  | 142     | 120                   |
| Plätze (Oberdeck) | 100                  | 144     | 112                   |

Vorhanden ist zudem die Vaasa (ehemals Saalefee), welche aber seit 1990 nicht mehr im Fahrgastverkehr eingesetzt wird und heute als Büroschiff genutzt wird.
Die Möwe wurde 1999 der Fahrgast-Schifffahrt Neustadt-Glewe/Grabow übereignet und war auf den südlichen Gewässern Mecklenburgs unterwegs und noch häufig auf dem Schweriner See zu sehen. Seit dem Saisonstart 2014 ist sie in Berlin (Bootsvermietung Fangrot) zu Hause, die Vidin wurde 2001 abgegeben und fährt als Spree im Berliner Raum (Reederei Kutzker), dafür hat man die kapazitätsstärkere Lübz (ehemals Köpenick) erworben. Die Mecklenburg (ehemals: Sowjetfreundschaft, Schwerin, Hindenburg) verließ am 1. November 2011 nach 86 Jahren die Schweriner Gewässer in Richtung Heidelberg und wurde dort von August 2012 bis Ende 2015 als Liselotte von der Pfalz für Fährverbindungen auf dem Neckar eingesetzt; das Schiff war ab 2005 in Schwerin nur noch sporadisch im Einsatz. Im Dezember 2015 wurde das Schiff in die Schweiz verkauft, seit 2016 verkehrt sie als MS Murten auf dem gleichnamigen See. Am 8. Oktober 2012 verließ nach genau 9300 Tagen die Hamburg (ehemals: Tallinn) den Schweriner See, um zukünftig bei der Reederei Kutzker (Grünheide, bei Berlin), bei der bereits seit 2001 die ehemalige Vidin als Spree im Einsatz ist, unter dem Namen Donau zu fahren. Zur Saison 2013 wurde die Boizenburg in Hamburg umbenannt.
Von 1975 bis 1979 fuhr auch das aus der Sowjetunion importierte Gleitboot Tallinn auf Schweriner Gewässern. Andere Schiffe waren seit den 1960er Jahren nicht mehr im Besitz der Weißen Flotte Schwerin.

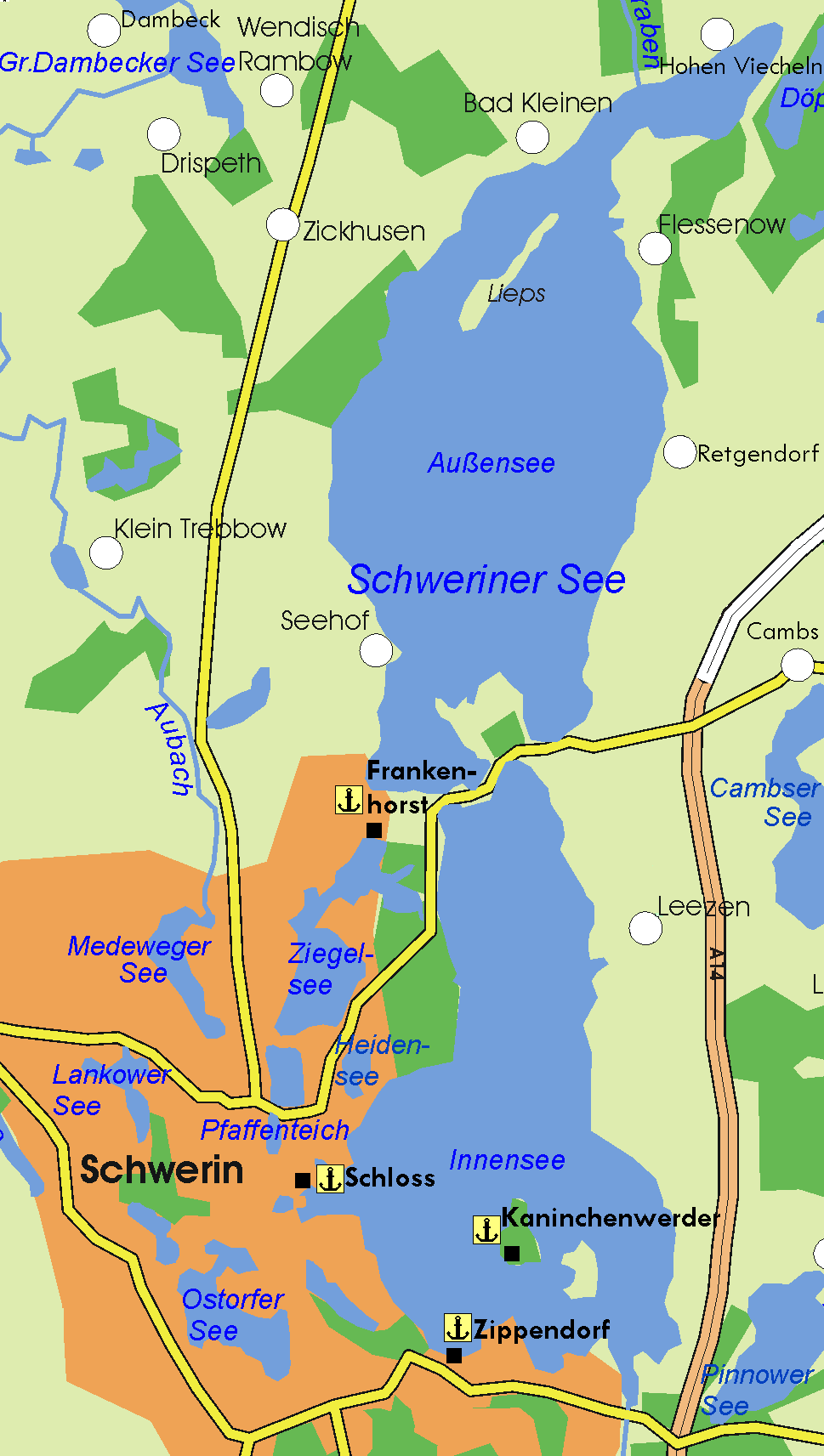
Anlegestellen der Weißen Flotte Schwerin 2005–2012

## Fahrbetrieb

### Seenfahrten 2024
Jeweils zum Saisonstart im März, dann bietet die Weisse Flotte Schwerin wieder zwei Linien für 1,5 Stunden Seenfahrten über die Schweriner Seen an.
- 4-Seen-Linie, Dauer 1,5 Stunden, täglich die gesamte Saison

Vom Anleger Schloss geht es an der Werdervorstadt vorbei über den Schweriner See, den Stangengraben in den Heidensee, Ziegelinnensee (Hotel Speicher), zurück, dann mit Schlossblick von der Seeseite zurück zum Anleger.
- Große Insel-Linie, Dauer 1,5 Stunden, täglich bis Ende September

Vom Anleger Schloss geht es Richtung Zippendorf und Insel Kaninchenwerder in den Stangengraben, über den Heidensee zurück über den Stangengraben in den Schweriner See, dann mit Schlossblick von der Seeseite zurück zum Anleger (verkehrt auch in entgegengesetzter Richtung).
Weiterhin gibt es den Erdinger Dämmertörn, eine romantische Abendtour in den Ziegelaussensee und Ziegelinnensee mit Halt am Anleger Speicher. Diese Sonderfahrt dauert 2,5 Stunden und findet immer am Samstag (Juni bis August) und am Mittwoch (Juli und August) statt. Auch besteht die Möglichkeit, die Schiffe zu chartern.